# Mithridates III. (Pontos)

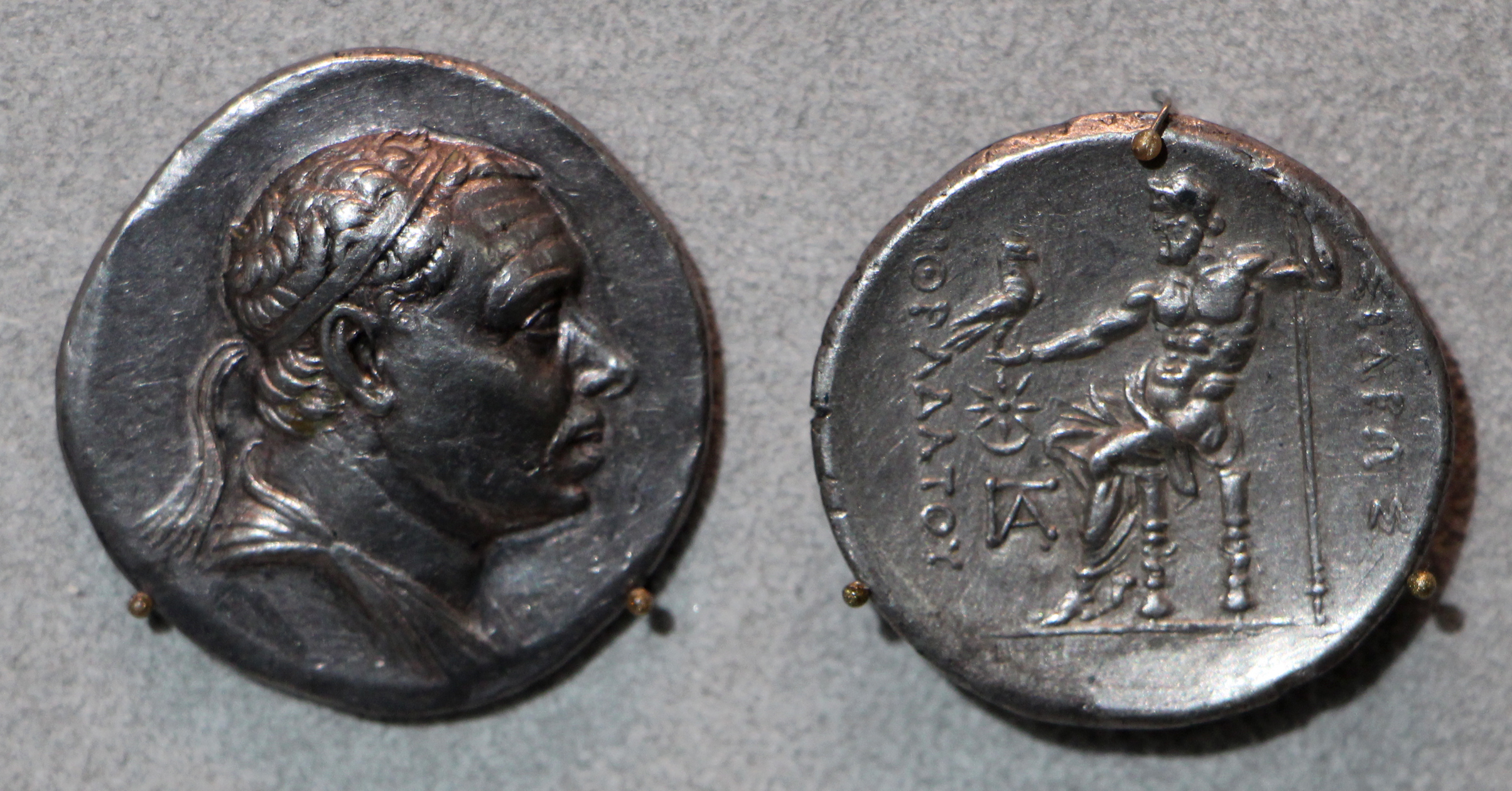
Tetradrachmon Mithridates’ III.

Mithridates III. (altgriechisch Μιθριδάτης Mithridátēs) war der vierte König von Pontos und regierte von etwa 220 bis etwa 185 v. Chr.
Die Herrschaft des in den klassischen literarischen Quellen nicht erwähnten Mithridates III. wurde aus einer Bemerkung des Biographen Plutarch und des Historikers Appian über die Zahl der pontischen Könige erschlossen. Die Regierungszeit ist ausschließlich über Münzen überliefert. Es gibt Wissenschaftler, die vermuten, dass er identisch mit Mithridates II. gewesen sei. Allerdings wäre damit die Regierungszeit des zweiten Mithridates außerordentlich lang geworden.
Mithridates III. war der erste König von Pontos, der Münzen mit seinem Bildnis prägen ließ. Es ist nicht sicher entschieden, ob er oder der vorherige König Mithridates II. einen vergeblichen Versuch zur Einnahme von Sinope machten (220 v. Chr.).